# Grammy Trustees Award
Grammy Trustees Award er en amerikansk musikpris, der uddeles af Recording Academy til "individuals who, during their careers in music, have made significant contributions, other than performance, to the field of recording, dvs. til personer der over en årrække i særlig grad har bidraget til pladeindspilninger på anden måde end som kunstnere.   
Grammy Trustees Award er én af mange Grammy-priser. Den adskiller sig fra Grammy Lifetime Achievement Award, som give for kunsneriske bidrag over en hel karriere.

## Modtagere af Grammy Trustees Award
Følgende personer har modtager en Grammy Trustees Award.
| År   | Modtager(e) |
| ---- | --- |
| 2010 | Harold Bradley, Florence Greenberg, Walter C. Miller                                                                 |
| 2009 | George Avakian, Elliott Carter, Allen Toussaint                                                                      |
| 2008 | Olumide Chapters, Jac Holzman, Willie Mitchell                                                                       |
| 2007 | Estelle Axton, Cosimo Matassa, Stephen Sondheim                                                                      |
| 2006 | Chris Blackwell, Owen Bradley, Al Schmitt                                                                            |
| 2005 | Hoagy Carmichael, Don Cornelius, Alfred Lion, Dr. Billy Taylor                                                       |
| 2004 | Gerry Goffin & Carole King, Orrin Keepnews, Marian McPartland                                                        |
| 2003 | Alan Lomax, New York Philharmonic                                                                                    |
| 2002 | Tom Dowd, Alan Freed                                                                                                 |
| 2001 | Arif Mardin, Phil Ramone                                                                                             |
| 2000 | Clive Davis, Phil Spector                                                                                            |
| 1999 | Kenneth Gamble & Leon Huff                                                                                           |
| 1998 | Holland-Dozier-Holland, Frances Preston, Richard Rodgers                                                             |
| 1997 | Herb Alpert & Jerry Moss, Burt Bacharach & Hal David, Alan Jay Lerner & Frederick Loewe, Jerry Leiber & Mike Stoller |
| 1996 | George Martin, Jerry Wexler                                                                                          |
| 1995 | Pierre Cossette |
| 1994 | Norman Granz |
| 1993 | Ahmet & Nesuhi Ertegun, W. C. Handy, George Simon                                                                    |
| 1992 | Thomas A. Dorsey, Christine Farnon, Oscar Hammerstein II, Lorenz Hart                                                |
| 1991 | Milt Gabler, Berry Gordy, Sam Phillips                                                                               |
| 1990 | Dick Clark |
| 1989 | Walt Disney, Quincy Jones, Cole Porter                                                                               |
| 1987 | Harold Arlen, Emile Berliner, Jerome Kern, Johnny Mercer                                                             |
| 1986 | George & Ira Gershwin                                                                                                |
| 1985 | Eldridge Johnson |
| 1984 | Béla Bartók |
| 1983 | Les Paul (musiker)                                                                                                   |
| 1981 | Count Basie, Aaron Copland                                                                                           |
| 1979 | Goddard Lieberson, Frank Sinatra                                                                                     |
| 1977 | Thomas Edison, Leopold Stokowski                                                                                     |
| 1972 | The Beatles |
| 1971 | Chris Albertson, John Hammond, Larry Hiller, Paul Weston                                                             |
| 1970 | Robert Moog |
| 1968 | Duke Ellington & Billy Strayhorn, Krzysztof Penderecki                                                               |
| 1967 | Georg Solti & John Culshaw                                                                                           |